# Людовик I де Блуа-Шатильон
Людовик (Луи) I де Блуа-Шатильон (фр. Louis Ier de Châtillon, comte de Blois; ум. 26 августа 1346, Креси) — французский дворянин, граф де Блуа (с 1342 года), Дюнуа и Фретаваль, племянник короля Франции Филиппа VI.
Сын Ги I де Шатильона, графа де Блуа, и Маргариты де Валуа (1295—1342), дочери Карла Валуа. Его брат Карл (Шарль) был герцогом Бретонским.
По хронологии Людовик был вторым графом Блуа, носившим это имя — на рубеже XII—XIII веков графством владел внук короля Франции Людовика VII крестоносец Людовик, — поэтому иногда встречается написание «Людовик II», но все же чаще его нумеруют «первым».
В 1340 году в Суассоне Людовик женился на Жанне де Бомон (1323—1350), графине Суассон, даме де Шиме, дочери Жана де Эно, сеньора де Бомон, и Маргариты де Конде де Суассон, графини де Суассон. У них было трое детей:
- Людовик II (ум. 1372)
- Жан II (ум. 1381)
- Ги II (ум. 1397)

Фруассар сообщает, что в 1339 году тесть Людовика Жан де Эно, служа королю английскому, с 500 латниками сжег Гиз и другие владения Людовика, несмотря на просьбы дочери, находившейся в крепости Гиза, не делать этого.

Людовик погиб в битве при Креси. Фруассар так описывает его гибель: 

Граф Блуа, племянник короля Франции, и герцог Лотарингский, его зять, славно защищались со своими отрядами, но были окружены войсками англичан и валлийцев и убиты, несмотря на всю свою доблесть.

Сыновья Людовика и Жанны один за другим владели их обширными областями.
В 1348 году Жанна вышла замуж за маркграфа Намюрского Гильома, но в декабре 1350 года умерла от чумы.